# Samuel Nakielski
Samuel (Andrzej) Nakielski (ur. 1584 w Koniecpolu, ówczesna nazwa „Nowopole”, zm. 12 stycznia 1652, „Samuel” jest imieniem zakonnym, „Andrzej” imieniem chrzestnym) – polski duchowny rzymskokatolicki, kanonik zakonu Kanoników Regularnych Grobu Bożego, archiwista, bibliotekarz i historiograf swojego zgromadzenia zakonnego.

## Życiorys
Syn Andrzeja Dybka z Lelowa, pieczętował się herbem Szreniawa. Na początku XVII wieku ukończył studia w Akademii Krakowskiej i uzyskał stopień bakałarza. Przyjął święcenia kapłańskie (w 1605 lub 1613) i wstąpił do zakonu bożogrobców. W latach 1617–1646 prepozyt kościoła św. Jadwigi na Stradomiu w Krakowie. W 1626, w czasie pielgrzymki do Włoch, uzyskał w Rzymie stopień stopień doktora teologii na Uniwersytecie „La Sapienza”.  W 1647 przeniósł się na stałe do klasztoru w Miechowie, gdzie był archiwistą i bibliotekarzem.
Autor zbioru tekstów brewiarzowych (całodzienna modlitwa zakonu, Officia Propria Festorum Canonici Ordinis SS. Sepulchri Domini Hierosolymitani, Cracoviae 1620) oraz dwóch dzieł historycznych poświęconych dziejom zgromadzenia bożogrobców:
- De sacra antiquitate et statu Ordinis Canonici Custodum Sacrosancti Sepulchri Domini Hierosolymitani.  In gratiam Miechovianae Congregationis libri tres (Cracoviae 1625; historia zakonu do 1163)
- Miechovia, sive Promptuarium antiquitatum Monasterii Miechoviensis (Cracoviae 1634, faktyczna data wydania 1646; historia zakonu w latach 1163–1646)[4]

W drugiej z tych ksiąg, zadedykowanej prepozytowi generalnemu klasztoru miechowskiego Maciejowi Łubieńskiemu, umieścił treść wielu dokumentów związanych z zakonem; dzieło zachowało wartość naukową, gdyż część tych dokumentów zaginęła. 
Przekazał zakonowi swój księgozbiór z superekslibrisami z herbem Szreniawa. Został pochowany w podziemiach bazyliki mniejszej Grobu Bożego w Miechowie.